# GTA Spano
GTA Spano，是一部後置引擎、後輪驅動、西班牙生產的超級跑車。該跑車配搭了一台8.3升機械增壓V10引擎（由道奇提供）和7速变速箱（前期手动，后期半自动），百公里加速只需2.9秒，售價大約60萬歐元，限量99部

## 第一代（2013年-2015年）
GTA Spano 的量产版于2013年日内瓦车展亮相，这距离原型车在瓦伦西亚首次亮相已有四年。该版本的汽车使用了改进的双涡轮增压版 V10 发动机，现在排量为 8.4 升，额定功率为 900 PS (662 kW)，扭矩为 1,000 N⋅m (738 lb⋅ft)。GTA Spano 的量产版只有原有的三种变速箱选项中的两种可用：7 速自动手动和 7 速手动。据制造商称，第一代 GTA Spano 的性能数据估计为 0-97 公里/小时 (60 英里/小时) 加速时间为 2.9 秒，最高时速为 350 公里/小时 (217 英里/小时)。

## 第二代（2015至今）
在2015年日内瓦车展上，Spania GTA推出了GTA Spano的改款车型。为了与第一代车型区分开来，Spania GTA对车型进行了多项内外改进，包括彻底修改的造型。与预量产车型一样，第二代车型搭载的Viper V10双涡轮增压发动机，但其额定功率和扭矩分别为925马力（680千瓦）和1220牛·米（900磅·英尺）。目前唯一提供的变速箱是由CIMA生产的全新7速换挡拨片式手自一体变速箱。
在第二代GTA Spano的研发过程中，Spania GTA与西班牙纳米技术公司Graphenano合作，将石墨烯材料融入汽车底盘。制造商声称，石墨烯在车身中的使用提高了汽车的结构刚度并减轻了重量。第二代车型还更广泛地使用了碳纤维车身面板。制造商估计，新款GTA Spano从0加速至97公里/小时（60英里/小时）仅需2.9秒，最高时速可达370公里/小时（230英里/小时）。